# Тонкая группа (теория конечных групп)
Тонкая группа — конечная группа, в которой для любого нечётного простого числа p силовские p-подгруппы 2-локальных подгрупп являются циклическими. Неформально, это группы, которые напоминают группы лиева типа ранга 1 над конечным полем характеристики 2.
Янко определил тонкие группы и классифицировал из них те, которые имеют  характеристический тип 2, в которых все 2-локальные подгруппы разрешимы.
Тонкие простые группы классифицировал Ашбахер. Список конечных простых тонких групп состоит из следующих элементов:
- Проективные специальные линейные группы {\displaystyle \mathrm {PSL} _{2}(q)}, {\displaystyle \mathrm {PSL} _{3}(p)} для  {\displaystyle p=1+2^{a}3^{b}}, {\displaystyle \mathrm {PSL} _{3}(4)}
- Проективные специальные унитарные группы {\displaystyle \mathrm {PSU} _{3}(p)} для {\displaystyle p=1+2^{a}3^{b}} и {\displaystyle b=0} или 1, {\displaystyle \mathrm {PSU} _{3}(2^{n})}
- Группы Сузуки[англ.] Sz(2n)
- Группа Титса 2F4(2)
- Группа Штейнберга 3D4(2)
- Группа Матьё M11
- Группа Янко J1[англ.]